# Charles-Michel de l'Épée
O Abade Charles-Michel de l'Épée (Versalhes, 25 de Novembro de 1712 — Paris, 23 de Dezembro de 1789) foi um educador filantrópico francês do século XVIII, que ficou conhecido como "Pai dos surdos".

## Vida
Charles-Michel de l'Épée nasceu numa família abastada em Versailles. Estudou para ser padre católico, mas foi-lhe negada a ordenação, em resultado da sua recusa em negar o Jansenismo, um popular movimento de reforma religiosa da época. Então, estudou Direito, mas pouco depois foi aceito e designado abade.
Épée voltou a sua atenção para obras de caridade para os pobres numa zona pobre de Paris, onde teve oportunidade de encontrar duas jovens irmãs, surdas, que se comunicavam através da língua gestual (ou língua de sinais, como é chamada no Brasil). Épée decidiu, então, dedicar-se à salvação dos surdos e, em meados na década de 1750, fundou um abrigo, que ele próprio sustentava a nível particular e privado. Em consequência das teorias filosóficas que emergiam na época, Épée veio a acreditar que os surdos são capazes de possuir linguagem, concluindo assim que eles podem receber os sacramentos e evitar ir para o Inferno. Começou a desenvolver um sistema de instrução da língua francesa e religião. Nos primeiros anos da década de 1760, o seu abrigo tornou-se a primeira escola de surdos, a nível mundial, aberta ao público.
Embora o seu interesse principal fosse a educação religiosa dos surdos, a sua advocacia e o desenvolvimento do francês gestual permitiram aos surdos, pela primeira vez, defender-se em tribunal, legalmente.
O abade de l'Épée morreu no início da Revolução Francesa (1789) e seu túmulo está na Igreja de Sain Roch, Paris. Dois anos depois da sua morte, a Assembleia Nacional reconheceu-o como "Benfeitor da Humanidade" e foi declarado que os surdos têm direitos, de acordo com a Declaração dos Direitos do Homem e do Cidadão. 
Em 1799, o Instituto Nacional de Surdo-Mudos em Paris, fundado por Épée, começou a ser financiado pelo governo. Mais tarde foi renomeado para Instituto St. Jacques. Os seus métodos de educação espalharam-se pelo mundo e o abade de l'Épée hoje considerado como um dos fundadores da educação para os surdos.

## Instrução através de gestos
O seu método de educação centrava-se no uso de gestos (sinais, no Brasil), baseando-se no princípio de que "ao surdo-mudo deve ser ensinado através da visão aquilo que às outras pessoas é ensinado através da audição". Épée reconheceu que já existia uma comunidade surda em Paris, mas via a sua língua (Antiga Língua Gestual Francesa) como primitiva, sem gramática. Embora tenha aconselhado professores (ouvintes) a aprender a língua gestual para o uso na instrução dos estudantes surdos ele próprio não usava a língua gestual nas suas aulas. Ao contrário, ele desenvolveu um método usando algum léxico da língua gestual, combinado com gestos inventados, que representavam as terminações verbais, artigos e verbos auxiliares da língua francesa.
Épée, em menos grau, também usou o oralismo e a leitura labial com os seus alunos.

## Legado educacional
O que diferencia l'Épée dos educadores de surdos antes dele, foi ter permitido que os seus métodos e o acesso às suas aulas fossem abertos ao público e a outros educadores. Em resultado desta abertura, tanto quanto ao seu sucesso, os seus métodos influenciaram toda a educação de surdos actual. Épée também estabeleceu programas de ensino/treinamento para estrangeiros que pretendiam levar os métodos de ensino para o seu próprio país, tendo, deste modo, contribuído para a abertura de imensas escolas ao redor do mundo. Laurent Clerc, surdo, aluno na escola de l'Épée, foi co-fundador da primeira escola de surdos da América do Norte, e levou com ele a língua gestual que formou as bases ao aparecimento da ASL e, inclusive, do alfabeto manual da ASL.

### Principais contribuições
- Criação do Instituto nacional de Surdos-mudos, em Paris - a primeira escola de surdos do mundo. [1]
- Atribuição do estatuto de ser humano, ao surdo.
- Passagem da educação individual para a colectiva.
- Tentar ensinar o surdo a falar é perda de tempo - deve-se usar esse tempo ensinando ao surdo a língua gestual.[2]
- Demonstrações sobre a língua gestual aos nobres, filósofos e educadores da época, mostrando o valor e a riqueza da mesma.

## Mitos sobre l'Épée
- Épée é muitas vezes descrito como o inventor da língua gestual, mas na verdade, foram os surdos que lhe ensinaram a língua.[2]
- É também citado como o inventor do alfabeto manual, unimanual.

## Obras publicadas
- (1776) Institution des sourds-muets par la voie des signes méthodiques;
- (1794) La véritable manière d'instruire les sourds et muets, confirmée par une longue expérience;
- Iniciou Dictionnaire général des signes, que foi completado por seu aprendiz, o Abade Sicard.